# Unfinished Business
Unfinished Business er en amerikansk komedie fra 2015. Filmen er instrueret af Ken Scott, skrevet af Steve Conrad, og har Vince Vaughn, Tom Wilkinson, Dave Franco, Sienna Miller, Nick Frost og James Marsden i hovedrollerne.

## Handling
Dan, en hårdtarbejdende amerikansk småfirmaejer og hans to medarbejdere rejser til Europa for at gennemføre den vigtigste aftale i deres karriere. Men det som begyndte som en almindelig forretningsrejse afsporer fuldstændig på alle tænkelige - og utænkelige - måder.

## Rolleliste
- Vince Vaughn som Dan Trunkman
- Tom Wilkinson som Timothy McWinters
- Dave Franco som Mike Pancake
- Sienna Miller som Chuck Portnoy
- June Diane Raphael som Susan Trunkman
- Britton Sear som Paul Trunkman
- Ella Anderson som Bess Trunkman
- Nick Frost som Bill Whilmsley
- James Marsden som Jim Spinch